# Biebie Songo
 (avril 2023).
Biebie Songo, née à Bikoro dans la province de l'Equateur en République démocratique du Congo, elle est professeur en Toxicologie à l'Université de Kinshasa  (UNIKIN) et membre fondateur de la Fondation GBS.

## Biographie
Georgette Biebie Songo, née à Bikoro dans la province de l'Équateur en République démocratique du Congo, dans une famille de 21 enfants dont elle est l'ainée.

### Prix
En mai 2004, l'association des Journalistes de Libre Opinion pour le Développement a octroyé à Georgette Biebie le prix honorifique pour l'émergence en leadership féminin.
En août 2016, l'ONU Femmes a octroyé à Georgette Biebie le prix honorifique pour sa contribution à la promotion de l’égalité des sexes et l’autonomisation des femmes en RDC dans le cadre de la Journée Internationale de la Femme Africaine.

## Action sociale
Fondatrice de l'association Bien na Bien, basée à Kikwit, qui regroupe des femmes au foyer, des enseignantes et des agricultrices pour leur apprendre comment cultiver les denrées agricole telles que le maïs, les légumes et autres choses. Elle a ensuite créé une association d'épargne et de crédit pour générer des revenus de la récolte, ce qui a permis de créer une stabilité financière de ces femmes, en vue de scolariser leurs enfants, d'avoir des soins médicaux et tant d'autres choses.